# اکبر معززی
اکبر معززی با نام اصلی علی‌اکبر حبیبی کیا (زادهٔ ۳ دی ۱۳۲۲ در تهران) بازیگر سینما و تلویزیون و تئاتر ایرانی است.

## فیلم‌شناسی[۱]
- ۱۳۹۸: تا ابد
- ۱۳۹۸: خون شد
- ۱۳۹۷: معکوس
- ۱۳۹۶: کار کثیف
- ۱۳۹۴: سریال معمای شاه
- ۱۳۹۲: متروپل
- ۱۳۹۲: تراژدی
- ۱۳۹۰: خرس
- ۱۳۸۹: جرم
- ۱۳۸۹: کوچه ملی
- ۱۳۸۷: محاکمه در خیابان
- ۱۳۸۵: رئیس
- ۱۳۸۳: حکم
- ۱۳۸۲: صبحانه‌ای برای دو نفر
- ۱۳۸۱: واکنش پنجم
- ۱۳۸۰: کاغذ بی‌خط
- ۱۳۷۹: نیمه پنهان
- ۱۳۷۸: اعتراض
- ۱۳۷۷: فریاد
- ۱۳۷۷: شوکران
- ۱۳۷۶: مرسدس
- ۱۳۷۵: لاک پشت
- ۱۳۷۵: هتل کارتن
- ۱۳۷۴: ضیافت
- ۱۳۷۲: بلوف
- ۱۳۶۹: عروس
- ۱۳۶۸: ای ایران
- ۱۳۶۶: سریال کوچک جنگلی
- ۱۳۶۵: گلبهار (دستیار کارگردان)
- ۱۳۶۴: تیغ و ابریشم
- ۱۳۶۰: خط قرمز
- ۱۳۴۸: قیصر (دستیار کارگردان)